# 趙一済
趙 一済（チョ・イルジェ、朝鮮語: 조일제/趙一濟、1928年8月12日 - 2018年10月19日）は、大韓民国の外交官、政治家。第10・11代韓国国会議員。
本貫は咸安趙氏、号は毅堂（ウィダン、의당）。仏教徒。

## 経歴
1928年8月12日、大阪府大阪市に生まれた。延世大学校行政大学院、同高位政策課程修了。その後は中央情報部第3局長、保安次官補、在大阪韓国総領事館総領事、駐日本大韓民国大使館公使を歴任した。在大阪総領事在任期間は文世光事件の直後にもかかわらず、朝鮮総連系の在日朝鮮人に韓国訪問を開放するとの発言をした。
1978年の第10代総選挙で統一主体国民会議から選出されたほか、海外僑胞問題研究所理事長、海外同胞専門誌『韓民族』発行人、西山書院理事長、咸安趙氏花樹会全国連合会会長、韓国国民党創党準備委員会政策分科委員長・党務委員を務めた。1981年の第11代総選挙で韓国国民党の公認で立候補して当選した後、海外同胞母国訪問後援会理事、汎民族オリンピック推進協会僑民分科委員長、新民主共和党党紀委員長・慶南道党委員長などを務めた。その他国会政策委員会議長、財団法人海南文化財団理事、シンドリコー監事を歴任した。
2012年には著書『歴史の前で』を出版した。2018年10月19日、90歳で死去した。

## 著書
- 歴史の前で（原文: 역사 앞에서）[6]